# Оконь, Эугениуш
Эугениуш Оконь (пол. Eugeniusz Okoń; 25 декабря 1881, Радомысль-над-Санем, Подкарпатское воеводство — 19 января 1949, Ольшаны, Свидницкий повят) — польский политический, общественный и религиозный деятель, ксёндз, активист польского крестьянского движения, председатель Крестьянской радикальной партии, один из руководителей Тарнобжегской республики, депутат Сейма Республики Польша.

## Биография
Эугениуш Оконь был самым старшим из семи детей Винсента и Анели Кукровских. Его родители были владельцами небольшой фермы. После окончания 4 класса начальной школы в Радомышле, учился в 1894—1902 годах в Жешувской гимназии. После гимназии поступил в высшую духовную семинарию в Перемышле.
В 1906 году Эугениуш Оконь был рукоположён в ксендза и направлен в приход в Рудке. Под влиянием графа Александра Скарбека — активиста Национал-демократической партии в Галиции, он стал сторонником национально-демократической идеи и стал членом Народно-Демократической партии. Из-за политической деятельности церковная власть почти каждый год переводила его в другой приход. В то же время Эугениуш Оконь изучал философию на философском факультете Ягеллонского университета.
В 1911 году вышел из Народно-Демократической партии. Во время избирательной кампании в Галицкий Сейм в 1913 году его арестовали за чрезмерно радикальную речь. Был освобождён из тюрьмы в Жешуве только после того, как получил депутатский мандат.
В годы Первой мировой войны Эугениуш Оконь находился в Вене, где исполнял пастырские обязанности. Вернулся в Галицию в 1917 году и стал ксендзом прихода села Пышница.
6 ноября 1918 года в Тарнобжеге состоялся 30-тысячный митинг крестьян, который возглавили Эугениуш Оконь и поручик Томаш Домбаль. На митинге было провозглашено создание суверенной Тарнобжегской Республики. Весной 1919 года польская армия аннексировала Тарнобжегскую республику.
В январе 1919 года Эугениуш Оконь был арестован и заключён в тюрьму Жешува. Он был освобождён из заключения в связи с избранием в Сейм.
Во время Второй мировой войны Эугениуш Оконь был ксендзом в Радомышле, был капелланом Армии Крайовой, с весны 1943 года находился в подполье.
С 1946 года был ксёндзом в селе Добковичи. В 1947 году был арестован. С 1948 года был ксёндзом в Ольшанах, затем в Становице.
Умер и был похоронен в Ольшанах, а в январе 1950 года был перезахоронен в семейном склепе в Радомышле.